# Klingon
Los klingon (tlhIngan en su idioma) son una raza de humanoides del universo Star Trek (Viaje a las Estrellas). Fueron los enemigos principales en la serie original y terminaron por convertirse en aliados de la Federación, tras el incidente en su luna Praxis, tal como se puede ver en Star Trek VI: Aquel país desconocido. Aparecen por primera vez en el episodio «Tentativa de salvamento». Reciben su nombre del Teniente Wilbur Clingan, quien sirvió junto a Gene Roddenberry en el departamento de Policía de Los Ángeles.
Con la llegada de Star Trek: La nueva generación y otras secuelas, los klingon se convirtieron en poderosos aliados, y los rasgos de su cultura fueron encaminados hacia un parecido con los samurái japoneses y con los antiguos nórdicos. Su aspecto físico sufrió modificaciones con respecto a la serie original, al contar con nuevos recursos y técnicas de maquillaje. Su cultura gira en torno al honor y el combate. Su sociedad está regida por un emperador que en realidad no posee gran poder, pues la mayor parte de este reside en la alta aristocracia. Se encuentran agrupados en clanes familiares que con frecuencia pugnan unos con otros, ambicionando poder. Como pasó con los japoneses, los klingon terminarían por convertirse en iconos culturales para los habitantes de la Federación Unida de Planetas.

## Biología
Como muchas razas en Star Trek, los klingon son antropomorfos, siendo sus rasgos distintivos su altura (entre 2 y 2.80 m) y las crestas óseas de sus frentes (que funciona a manera de huella digital ya que no hay dos crestas iguales, solo similares en individuos con lazos consanguíneos). Su anatomía es redundante y supernumeraria; cada órgano tiene un respaldo, incluido un conjunto adicional de riñones, un corazón de ocho cámaras, un tercer pulmón, un tronco cerebral secundario, así como una estructura esquelética extensa y resistente. como se ha confirmado en star trek discovery los klingons macho tienen doble miembro viril y en comparación las hembras presentan doble canal vaginal siendo en consecuencia embarazados múltiples, ya que, ambos canales se conectan directamente con un único útero, por selección natural y basándonos en la genética klingon y comparativamente con la humana podemos afirmar que la presencia de órganos vitales dobles en cada individuo kilgon es basado a la asimilacion de feto más débil ( ley del más fuerte) asimilando al feto más débil y manteniendo los órganos vitales ( algo similar esta documentado en la biología humana ) manteniendo estos gracias a su capacidad de adaptación y a su exoesquelto que se solidifica luego de salir a exterior ( tal cual sucede con los huevos de varios anfibios y reptiles en la tierra ) creandose así un nuevo individuo altamente desarrollado , resistente y con capacidad duplicada para su medio ambiente hostil como fuera su planeta de origen. 
(E.G.)

## Historia
Conocida como una raza bélica y de guerreros, el Imperio Klingon fue fundado por Kahless "El Inolvidable". Su historia está llena de grandes conflictos bélicos que han marcado en muchas ocasiones su existencia. Existe, sin embargo, evidencia de que no siempre la casta guerrera predominó en esta cultura. Al parecer, otros sectores sociales, como los científicos, artistas y maestros e incluso los juristas, fueron muy importantes, pero poco a poco los guerreros fueron haciéndose con el poder e imponiendo sus propios modelos, esquemas e interpretación de los valores. Este cambio parece haberse operado lentamente, culminando poco después del inicio con el contacto con la humanidad, tal como se revela en el capítulo Judgment, de la serie Enterprise.
En el estado en el que aparecen a lo largo de la historia narrada en Star Trek, los klingon valoran el honor más que ninguna otra cosa. La muerte de un guerrero en batalla es a lo que todo klingon aspira, prefiriendo la muerte a la captura que supondría la deshonra para el guerrero y para su familia durante tres generaciones. Su planeta de origen es Qo'noS, el cual está situado en el Cuadrante Beta. En sus orígenes el Imperio Klingon conquistó muchos mundos, asesinando a todas las autoridades y colocando un supervisor imperial que ejercía como gobernador, extendiéndose por una vasta expansión territorial entre el Cuadrante Alfa y el Cuadrante Beta. Esta actitud hostil fue dejada de lado finalmente y el Imperio Klingon dejó de tener planetas invadidos, pero continuó siendo una gran potencia con miles de colonias a lo largo de los cuadrantes que dominaba. 
El Imperio Klingon estuvo mucho tiempo aliado con el Imperio Estelar Romulano, cuya alianza supuso compartir diversos conocimientos tecnológicos, siendo el sistema de ocultación el más relevante, aparte de diversos modelos de cruceros estelares. Tras largos años, la alianza llegó a su fin con un ataque romulano a la base klingon situada en Khitomer. El ataque supuso la muerte de miles de klingons y el fin de la alianza entre ambos imperios. 
Ambos imperios tuvieron desde entonces varios e importantes choques militares y diplomáticos, aunque el vínculo entre los romulanos y una parte importante del Imperio Klingon siguió latente. Uno de los últimos vínculos más relevante ocurrió cuando el Imperio Romulano aprovechó una guerra civil klingon provocada por el caos en la sucesión tras la muerte del antiguo líder del consejo y donde Gowron, que sería a la postre el jefe del consejo supremo, se enfrentaba a la poderosa familia Duras, encabezada por las hermanas Lursa y B'Etor. Esta familia tenía quizás el más cercano vínculo con los romulanos y no dudaron en pedir la ayuda de estos de cara a obtener la victoria sobre Gowron, siendo este ya Jefe del alto consejo tras la muerte de su rival Duras, cabeza de la familia Duras en la lucha por el poder del Imperio Klingon y hermano de Lursa y B'Etor. Finalmente y con la intervención de la Federación, a la que Gowron había solicitado colaboración, la familia Duras perdió el apoyo romulano y posteriormente cualquier posibilidad de hacerse con el mando del Imperio Klingon. 

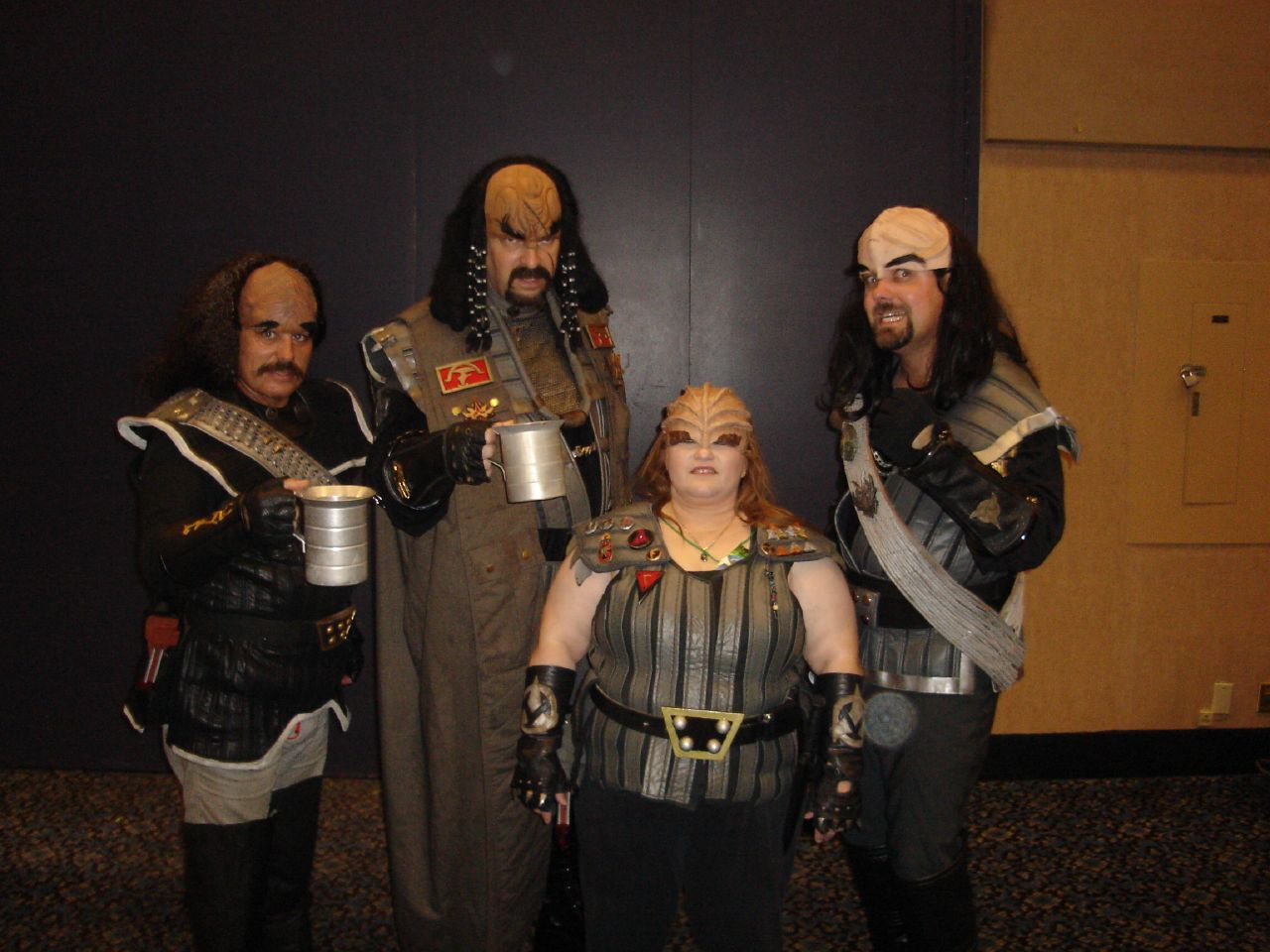
Hombres y mujeres Klingon.

El primer encuentro entre el Imperio Klingon y la Federación Unida de Planetas supuso un acontecimiento de desastrosas consecuencias, motivando una larga guerra entre ambas potencias, que duraría varios años y dejó un balance de millones de muertos de ambos bandos. La guerra se terminó con el Tratado de Paz Organiciano que, aunque puso fin al conflicto, los mantuvo en una tensa guerra fría, incluida una región del espacio a modo de frontera llamada Zona Neutral idéntica a la existente entre la federación y el imperio romulano. Finalmente y debido a la explosión de una de las lunas klingons (Praxis) que ponía en peligro el futuro de los klingons, el Imperio decidió establecer relaciones diplomáticas con la Federación Unida de Planetas, con el fin de acabar con la guerra, siendo estas negociaciones muy complicadas, debido al intento de impedir el acuerdo por parte de ciertos sectores de ambos bandos, dirigidos por altos cargos militares. Finalmente, y gracias a la tripulación del Enterprise-A, el acuerdo entre ambas potencias fue culminado y el fin de la larga lucha fue un hecho. La colaboración entre ambas fuerzas se iría reforzando con el tiempo. La Federación y el Imperio Klingon mantendrían una consolidada alianza de muchos siglos y, quizás, la más duradera alianza político-militar de la Galaxia.

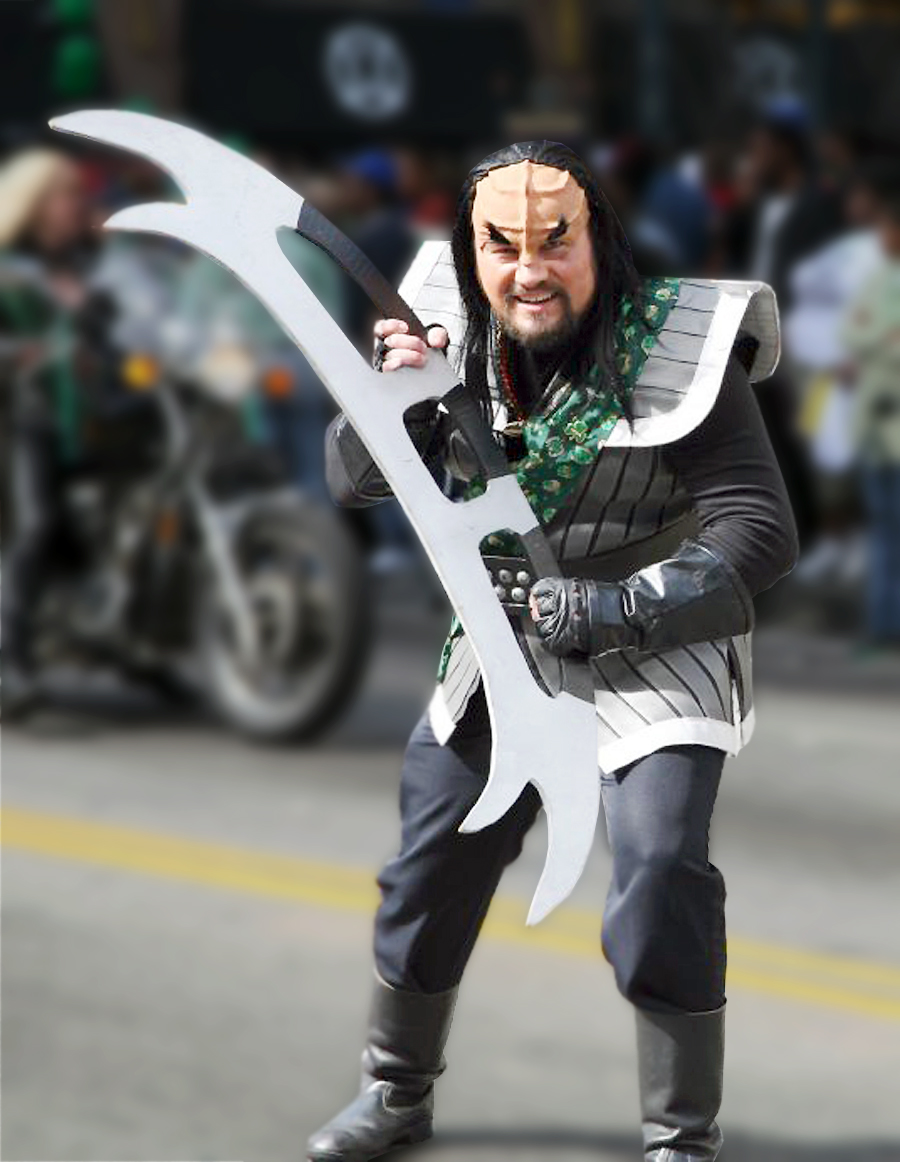
Guerrero Klingon.

La política del Imperio Klingon está dirigida por el Alto Consejo, cuyos componentes son representantes de las más grandes y poderosas familias del planeta. Desde hace siglos el puesto de emperador había estado sin representación hasta la aparición de la reencarnación de Kahless, que finalmente sería desenmascarado como un clon del verdadero Kahless "El Invencible". Sin embargo, y ante tal aparición, se le adjudicó el título de Emperador del imperio, puesto que había estado vacío desde hacía 300 años; así, el poder espiritual y social quedaría reflejado en la figura del emperador, cuyo origen clon sería un secreto, y el verdadero poder ejecutivo en el consejo supremo imperial. De esta manera se impedía cualquier levantamiento en el imperio, que acabaría en otra guerra civil.
Después de que el gobierno militar en Cardassia fuera derrocado por líderes civiles, el Imperio Klingon interpretó este hecho como un complot del Dominio (una fuerza multiplanetaria imperialista del Cuadrante Gamma) para manipular a los cardasianos e invadir los Cuadrantes Alfa y Beta. Así, los Klingon atacan a los cardasianos y estalla una guerra. La Federación no acepta participar en apoyo de sus aliados, lo cual es interpretado como una traición por parte de los Klingon, comenzando una serie de enfrentamientos militares con los federales. Finalmente, y cuando en efecto se descubre sin lugar a dudas que la Unión Cardasiana se encuentra bajo control del Dominio, la Federación y el Imperio Klingon volverían a ser aliados. A esta alianza se unió el Imperio Estelar Romulano, iniciando así la Guerra del Dominio, enfrentamiento entre la Federación y los imperios Klingon y Romulano (dejando así de lado la vieja enemistad entre los tres) contra la alianza del Dominio, la Unión Cardasiana y la Confederación Breen, resultando derrotada esta última. 
Según el Universo Expandido de Star Trek, los Klingon ingresan a la Federación en el 2350. 

### Cambios de apariencia
Los klingons de la serie original tenían apariencia más bien humana: pelo corto, bigotes o barbas cortas, sin crestas óseas en la frente, ya que, debido a que se había intentado mejorarlos genéticamente para hacerlos más fuertes, habían desarrollado una enfermedad que estuvo a punto de acabar con su raza. La única forma de evitarlo fue mezclar ADN klingon con ADN humano, tal y como se muestra en la serie Star Trek: Enterprise, además de tener ropas similares a las de la tripulación del Enterprise (NX-01). En Star Trek: la nueva generación los klingons son mostrados con la apariencia con que generalmente se los asocia: alta estatura, pelo largo, barbas y bigotes crecidos, indumentaria de cuero.

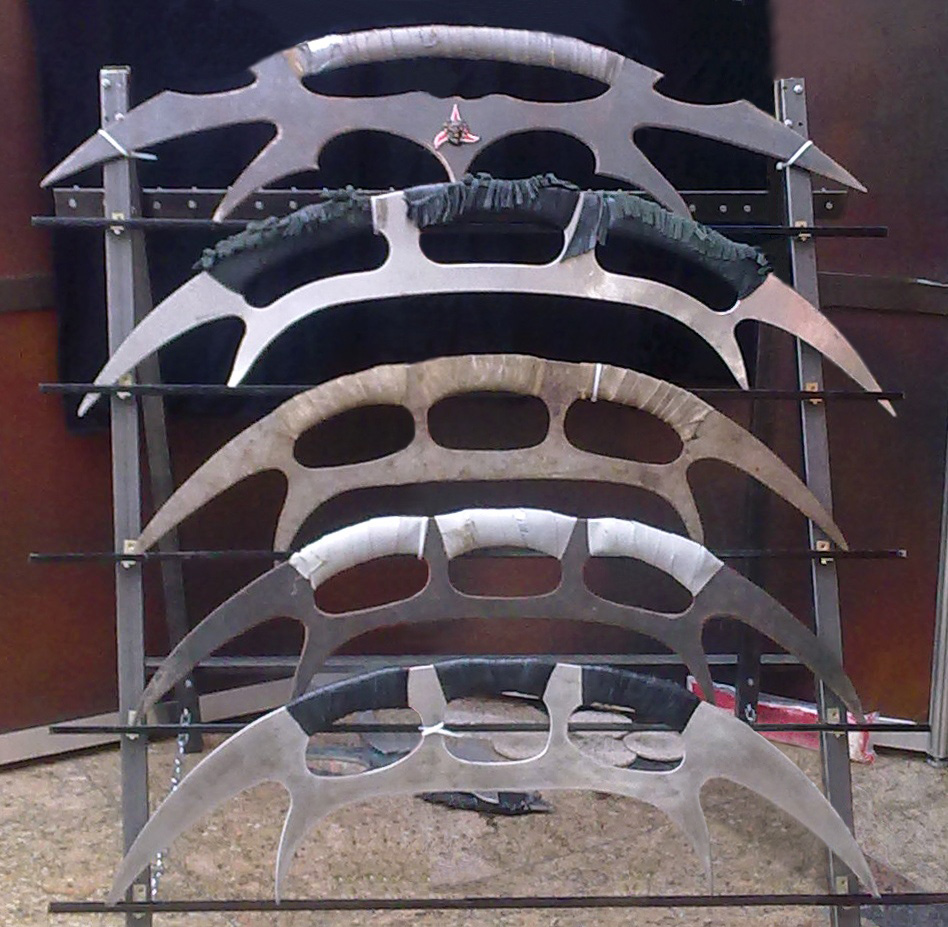
El arma preferida Klingon, el Bat'leth.

### Territorio
Según la Enciclopedia de Star Trek, el Imperio Klingon se extiende entre el Cuadrante Beta (del cual es originario) y el Cuadrante Alfa. Limita con el Imperio Romulano, el cual se extiende casi totalmente en el Cuadrante Beta, y con la Federación, la cual está mayoritariamente localizada en el Cuadrante Alfa, siendo una potencia militar de ambos cuadrantes.